# Mandibola di Graecopithecus freybergi
La  Mandibola di Graecopithecus freybergi, riferita ad un esemplare noto come El Graeco, è la mandibola fossilizzata di un Graecopithecus freybergi, scoperta nel 1944 da von Koenigswald a Pyrgos vicino ad Atene in Grecia.

## Scoperta
Il fossile fu ritrovato da dei soldati tedeschi  mentre scavano per realizzare un bunker a Pyrgos Vassilissis Amalias, un'area che successivamente è stata largamente costruita a seguito dall'espansione urbanistica di Atene.

## Caratteristiche
Il fossile è stato datato a 7.175 milioni di anni fa, sulla base dell'analisi dei sedimenti del bacino di Atene (Athene basin)
Uno studio del 2017, utilizzando la tomografia computerizzata per analizzare la struttura interna della mandibola, ha determinato che le radici dei premolari sono ampiamente fuse, caratteristica questa degli esseri umani moderni e di diversi esemplari pre-umani, ma non delle grandi scimmie, che tipicamente presentano due o tre radici separate e divergenti.